# Филип IV (Испания)
Вижте пояснителната страница за други личности с името Филип IV.
Филип IV (на испански: Felipe IV) е крал на Испания (1621 – 1665) и на Португалия (1621 – 1640), където е известен като Филип III (на португалски: Filipe III), от династията на Хабсбургите.

## Произход. Брак с Елизабет Бурбонска
Роден е на 8 април 1605 г. във Валядолид, Кралство Кастилия и Леон. Син и наследник е на крал Филип III Испански и Маргарита Хабсбург-Австрийска. Брат е на Анна Австрийска (1601 – 1666), която става кралица на Франция, и на Мария-Анна Испанска (1606 – 1646) – императрица на Свещената Римска империя.
През 1612 между Франция и Испания започват преговори за сключване на двоен династичен брак – испанския престолонаследник, инфант Дон Филип се жени за Елизабет Бурбонска, а брат ѝ Луи взема за съпруга инфанта Анна Австрийска. Размяната на двете принцеси е осъществена на 25 ноември 1615 на брега на река Андайе, където Елизабет и Анна за първи път са представени на бъдещите си съпрузи. Събитието с размяната на двете принцеси е увековечено от Рубенс в „Цикъл на Мария де Медичи“.
В Испания Елизабет приема испанския вариант на името си – Исабела. Филип и Исабела са венчани в катедралата „Санта Мария“, където принцесата е удостоена с титлата принцеса на Астурия. Този брак е резултат на установилата се традиция за укрепване на военно-политически алианси между католическите сили Франция и Испания с династични бракове.

## Управление (1621 – 1665)
Филип IV се възкачва на престола през 1621 г., едва 16-годишен, и подобно на баща си няма нито желание, нито способности за държавен владетел. Изцяло отдаден на удоволствията на дворцовия живот, той възлага всички задължения по управлението на държавата на своя любимец, граф-херцог Оливарес, човек властолюбив, алчен и отмъстителен.

### Състояние на държавата
Дворът тъне в разкош, народът се намира в състояние на крайна бедност. Всесилното чиновничество парализира обществения живот; духовенството със своите привилегии, богатство и невежество представлявало враг и спирачка за духовния и икономически прогрес на страната. Някога могъщата монархия бързо се разпадала отвътре и отвън.

### Войни с Холандия и народни вълнения
Войните с Холандия довеждат до окончателното признаване на независимостта ѝ от Испания (1648 г. с Вестфалския мир). Войната с Франция завършва с Пиренейския мир (1659), по силата на който Испания се лишава от Росильон и Графство Артоа.
Деспотичното управление на Филип предизвиква много народни въстания в различни части на монархията, които отказват да се подчиняват на кастилското законодателство. За защитата си почти едновременно вдигат оръжие каталунци и португалци (1640): първите провъзгласяват за свой крал Луи XIII, а последните – херцог Браганса, който приема името крал Жоау IV.
Накрая от Испания се отделя само Португалия; каталунците, възмутени от насилствените действия на французите, остават под испанска власт, след като Филип потвърждава правата им. Опити да се отделят от Филип има и в Андалусия (заговор на херцог Медина-Сидония), Кралство Сицилия (въстание в Палермо през 1647), Неапол (въстание на Мазаниело), Сардиния и Милано.

### Брак с Мариана Австрийска
За да подсигури наследяването на престола след смъртта на жена си и на престолонаследника, Филип IV решава да се ожени за годеницата на покойния си син Балтазар Карлос, 14-годишната Мариана Австрийска. Тя е дъщеря на император Фердинанд III, и на инфанта Мария-Анна Испанска. Двамата са венчани през 1649 година.
След смъртта му през 1665 г. на престола е наследен от единственият оцелял син от брака му с Мариана, Карлос II.

## Филип и изкуството
Филип е запомнен със своя „изумителен ентусиазъм“, с които събира изкуство и за любовта му към театъра. В театъра, той толерира Лопе де Вега, Педро Калдерон де ла Барка, както и други изявени драматурзи.
Спрямо живописта Филип става известен с неговото покровителство на придворния художник Диего Веласкес.

## Деца
От първата си съпруга Елизабет Бурбонска има седем деца:
- Мария-Маргарита (*/† 1621)
- Маргарита-Мария Каталина (*/† 1623)
- Мария Евгения (1625 – 1627)
- Изабела Мария Тереза (*/† 1627)
- Балтазар Карлос, принц на Астурия (1629 – 1646)
- Мариана Антония (*/† 1636)
- Инфанта Мария-Тереза (1638 – 1683), кралица на Франция, съпруга на Луи XIV

От втория си брак с Мариана Австрийска има две деца:
- Инфанта Маргарита-Тереза Испанска (1651 – 1673), която се омъжва за вуйчо си, Леополд I, император на Свещената Римска империя.
- Инфант Карлос (1661 – 1700), бъдещият крал Карлос II.